# ダフネトキシン
ダフネトキシン（daphnetoxin）は植物毒の一種である。化学的には安息香酸オルトエステル構造を持つジテルペンである。
1970年にジンチョウゲ属（Daphne）の植物から単離・構造決定された。

## 分布
ダフネトキシンは様々なジンチョウゲ属植物の主に皮に含まれており、種にも少量が含まれている。化合物名はこの植物の学名に由来する（Daphne + toxin〔毒〕）。セイヨウオニシバリ Daphne mezereum の種にはダフネトキシンが約0.02%含まれている。

## 生物学的重要性
ダフネトキシンおよび化学的に類縁のメゼレインが含まれることから、ジンチョウゲ属植物の種子、皮あるいはその他の部位は高い毒性を有している。毒物はヒトの皮膚から吸収される可能性がある。さらに、これらの毒物によって重度の炎症が引き起こされると、腎臓や循環器系、中枢神経系に重大な損傷を与える。
ツグミやセキレイといった鳥はダフネトキシンに対して免疫を持っていると考えられている。ダフネトキシンはメゼレインと同様にプロテインキナーゼC活性化剤である。

メゼレインの構造